# Nucli de Dirichlet

Gràfica dels primers nuclis de Dirichlet que mostren la seva convergència amb la distribució delta de Dirac.

Gràfica dels primers nuclis de Dirichlet.

En anàlisi matemàtica, el nucli de Dirichlet és el conjunt de funcions de la forma:
{\displaystyle D_{n}(x)=\sum _{k=-n}^{n}e^{ikx}=1+2\sum _{k=1}^{n}\cos(kx)={\frac {\sin \left(\left(n+1/2\right)x\right)}{\sin(x/2)}}.}
amb diferents valors de n. Duu el nom de Johann Peter Gustav Lejeune Dirichlet.
La importància del nucli de Dirichlet sorgeix de la seva relació amb les sèries de Fourier. La convolució de Dn(x) amb qualsevol funció f de període 2π és l'aproximació de la funció f a una sèrie de Fourier de grau n. Per exemple:
{\displaystyle (D_{n}*f)(x)={\frac {1}{2\pi }}\int _{-\pi }^{\pi }f(y)D_{n}(x-y)\,dy=\sum _{k=-n}^{n}{\hat {f}}(k)e^{ikx},}
on
{\displaystyle {\widehat {f}}(k)={\frac {1}{2\pi }}\int _{-\pi }^{\pi }f(x)e^{-ikx}\,dx}
és el coeficient k-èssim de la sèrie de Fourier de la funció f. Això implica que per estudiar la convergència de les sèries de Fourier n'hi hagi prou amb estudiar les propietats del nucli de Dirichlet. És de particular rellevància el fet que la norma L¹ de Dn divergergeix a infinit a mesura que n → ∞. Es pot estimar que:
{\displaystyle \|D_{n}\|_{L^{1}}=O(\log n).\,}
Usant l'argument del sumatori de Riemann per estimar la contribució en el veí més proper a zero en què {\displaystyle D_{n}} és positiu, i la inequació de Jensen pel residu, també es pot demostrar que:
{\displaystyle \|D_{n}\|_{L^{1}}\geq 4\operatorname {Si} (\pi )+{\frac {8}{\pi }}\log n.}
Aquesta falta d'una integrabilitat uniforme està al darrere de molts fenòmens de divergència en les sèries de Fourier. Per exemple, juntament amb el teorema de Banach-Steinhaus, es pot utilitzar per demostrar que la sèrie de Fourier d'una funció contínua pot no arribar a convergir en un punt, seguint una tendència més aviat dramàtica.

## Demostració de la identitat trigonomètrica
La identitat trigonomètrica que es mostra al principi d'aquest article es pot escriure com:
{\displaystyle \sum _{k=-n}^{n}e^{ikx}={\frac {\sin((n+1/2)x)}{\sin(x/2)}}}
D'entrada, es recorda que la suma d'una sèrie geomètrica és:
{\displaystyle \sum _{k=0}^{n}ar^{k}=a{\frac {1-r^{n+1}}{1-r}}.}
En particular, es té:
{\displaystyle \sum _{k=-n}^{n}r^{k}=r^{-n}\cdot {\frac {1-r^{2n+1}}{1-r}}.}
Multiplicant tant el numerador com el denominador per r-1/2, s'obté:
{\displaystyle {\frac {r^{-n-1/2}}{r^{-1/2}}}\cdot {\frac {1-r^{2n+1}}{1-r}}={\frac {r^{-n-1/2}-r^{n+1/2}}{r^{-1/2}-r^{1/2}}}.}
En el cas particular en què r = eix s'acaba arribant a:
{\displaystyle \sum _{k=-n}^{n}e^{ikx}={\frac {e^{-(n+1/2)ix}-e^{(n+1/2)ix}}{e^{-ix/2}-e^{ix/2}}}={\frac {-2i\sin((n+1/2)x)}{-2i\sin(x/2)}}={\frac {\sin((n+1/2)x)}{\sin(x/2)}}}
com es requeria.

### Demostració alternativa
Començant per la sèrie:
{\displaystyle f(x)={\frac {1}{2}}+\sum _{k=1}^{n}\cos(kx).}
Multiplicant en tots dos costats per:
{\displaystyle 2\sin(x/2)}
i usant la següent identitat trigonomètrica:
{\displaystyle \cos(a)\sin(b)={\frac {\sin(a+b)-\sin(a-b)}{2}}}
es redueix el terme de la dreta a:
{\displaystyle \sin((n+1/2)x).}

## Variant de la identitat
Si la suma es fa només sobre els enters positius (condició que es pot donar quan es calcula una DFT que no estigui centrada), llavors, usant unes certes tècniques, es pot demostrar la següent identitat:
{\displaystyle \sum _{k=0}^{N-1}e^{ikx}=e^{i(N-1)x/2}{\frac {\sin(N\,x/2)}{\sin(x/2)}}}